# Riccardo di Andria
Riccardo di Andria (Inghilterra, ... – Andria, 1200 circa) è stato vescovo di Andria nel XII secolo ed è venerato come santo dalla Chiesa cattolica. È il santo protettore della città di Andria; nel patrocinio dal 1858 gli si è aggiunta la Santissima Madonna dei Miracoli. Nella tradizione popolare è considerato il protovescovo di Andria e, in contrasto con i dati storici, fatto risalire al V secolo.

## Biografia
Riccardo era il vescovo, probabilmente di origine inglese (l'unico di nome Riccardo), che intervenne nel 1179 al Concilio Lateranense III, celebrato da papa Alessandro III. Egli era ancora in vita nel 1196, quando trasferì le reliquie dei santi Erasmo e Ponziano nella chiesa di San Bartolomeo (testimonianza di Ughelli, che trascrisse un documento, poi perduto, che si trovava nell'archivio di Andria).
Le poche altre notizie storicamente documentate dell'episcopato del vescovo Riccardo ci provengono da un'epistola di Alessandro III (1159-1181). È una serie di casi di giustizia amministrativa o penale o fiscale che il vescovo riteneva suo dovere sottoporre al parere o alla sanzione della Curia Romana.
Egli resse la diocesi di Andria almeno per un quarantennio e, durante la sua lunga permanenza sulla cattedra episcopale, operò per «risanare i costumi» di quella parte del clero accusato di essere stato «corrotto» dalla pratica della simonia e del nicolaismo, ripetutamente e duramente condannati nei Concili Lateranensi del 1139 e del 1179.
Ma la sua attività apostolica si concentrò particolarmente nel «ricristianizzare» il popolo andriese.

## Culto
Il clero ed i fedeli iniziarono subito a venerarlo come santo. Il corpo era custodito e venerato nella cripta di San Pietro della cattedrale: l'imperatore Federico II di Svevia volle che accanto a lui fossero seppellite le spoglie delle sue due mogli Jolanda di Brienne e Isabella d'Inghilterra; tali resti  sono rimasti nella cripta anche dopo lo spostamento delle reliquie del santo.
A distanza di oltre due secoli, la venerazione come santo e il culto legato ai suoi resti mortali erano ancora vive: il duca Francesco II del Balzo operò il ritrovamento del corpo di san Riccardo di Andria, avvenuto il 23 aprile 1438 e assieme al vescovo Giovanni Dondei riuscì ad ottenere che la Santa Sede, sotto il pontificato di Eugenio IV, nel 1438 ne ammettesse il culto e lo riconoscesse ufficialmente come il patrono della città. Lo stesso Francesco Del Balzo nel 1451 scrisse la Historia inventionis et translationis gloriosi corporis s. Richardi Anglici confessoris et episcopi Andriensis.
Infine, per disposizione di papa Urbano VII, fu iscritto nel Martirologio Romano alla data del 9 giugno.
Le reliquie di San Riccardo sono conservate in un sarcofago in marmo, realizzato nel 1836 ed ubicato nella cappella della Cattedrale di Andria.